# FK Ertis Pavlodar
El FK Ertis Pavlodar (kazakh: Ертіс футбол клубы), també escrit com FK Irtysh Pavlodar, és un club kazakh de futbol de la ciutat de Pavlodar.

## Història
Evolució del nom:
- 1965 : Ertis
- 1968 : Traktor
- 1993 : Ansat
- 1996 : Ertis
- 1999 : Ertis-Bastau per patrocini
- 2000 : Ertis

El 30 de maig de 2020 la Lliga de Futbol Professional del Kazakhstan anuncià que el club era expulsat de la lliga per problemes financers.

## Palmarès
- Lliga kazakha de futbol:[2]
  - 1993, 1997, 1999, 2002, 2003

- Copa kazakha de futbol:[3]
  - 1998

- Copa de la RSS del Kazakhstan:[3]
  - 1988